# Morrison (Illinois)
Pour les articles homonymes, voir Morrison.
Morrison est le siège du comté de Whiteside, dans l'Illinois, aux États-Unis.
La population est au nombre de 4 188 lors du recensement de 2010, contre 4 447 en 2000. La ville est le siège du comté de Whiteside County.

## Historique
En 1854, Lyman Johnson et Vroom étaient déjà présent dans ce qui deviendra la Ville  « Morrison » en tant qu’entrepreneurs et constructeurs pour le chemin de fer aérien, maintenant appelé « le chemin de fer Union Pacific ». Johnson et Vroom, ainsi que plusieurs autres entrepreneurs, ont acquis les terres qui entouraient la gare ferroviaire qui était prévue. Ils ont managé le travail de l'arpenteur Wilkinson dans la disposition de la future ville en 1855. Parmi ces entrepreneurs se trouvaient Van Epps. Lyman Johnson a décidé d'appeler la ville de Morrison, en l'honneur de Charles Morrison, un ami de Van Epps et un riche marchand de New York, qui avait promis un soutien financier dans le cadre de prêts pour le développement de la ville. Peu de temps après, Morrison a souffert de graves pertes financières et il n'a pas pu tenir sa promesse, mais son nom est resté.

## Industrie
Le fabricant de réfrigérateurs, Illinois Refrigerator Company, est créé en 1892 par Edward A. Smith, JB. Market, George Brown, FL. Sands et FR. Beals. Plus tard, a été ajouté les équipements scolaires à la ligne par Columbia School Equipment Company, qui était une filiale de la Illinois Refrigerator Company. 
En 1914, Illinois Refrigerator Company a acquis des équipements pour fabriquer des poêles, en fondant Summit Stove Company. Deux autres sociétés de meubles scolaires ont formé la Illinois Seating Company et ont construit une nouvelle usine à Morrison.
En novembre 1929, un incendie a endommagé deux entrepôts appartenant à Illinois Refrigerator Company, Rich Manufacturing Company et Columbia School Equipment Company. Le feu a détruit plus de 4 000 réfrigérateurs et 35 000 $ de jouets, y compris cinq voitures au moins, qui se trouvaient sur les chemins de fer voisins. La perte totale a été estimée à 500 000 $. En avril 1932, la société de réfrigération fut alors en faillite. Quelque temps après, une nouvelle société a été formée: Rich Illinois Manufacturing Company. La société a fabriqué des réfrigérateurs en bois et en métal, des réfrigérateurs électriques, des jouets, des meubles, des articles en bois et des bâtiments façonnés en bois et en métal. En 1934, The City Ice and Fuel Company de Cleveland a acheté l'usine. L'usine de jouets, Rich Illinois Manufacturing, a déménagé à Clinton, dans l'Iowa. En 1954, ICA a été vendue à American Air Filter Company Incorporation à Louisville (dans le Kentucky) qui s'est consolidée avec Herman Nelson Corporation de Moline, dans l'Illinois. En 1957, la division Herman Nelson a construit une usine à Morrison pour fabriquer des soufflantes, de petits appareils de chauffage portables et des climatiseurs, qui finirent par se fermer en 1966, en passant à Brownsville, dans le Tennessee.
General Electric a commencé son usine à Morrison en 1949, en tant que branche du département de Schenectady, New York. Le groupe est devenu le département de contrôle des appareils en 1952 et a été l'une des premières unités à être établies dans un programme de décentralisation. En 1952, la fabrication de temporisateurs de gamme a été transférée à l'usine Morrison de Somersworth, dans le New Hampshire. Au cours de l'année suivante, les allumeurs à gaz, les thermostats. Des moteurs ont été ajoutés. En 1965, une usine de branche a été établie à Bridgeport, CT; Le siège du département est resté à Morrison. L'usine a fermé ses portes en 2010.
Les principaux employeurs actuels au sein de la communauté sont le gouvernement du comté de Whiteside, Morrison Community School District , le Morrison Community Hospital, Climco Bobines et Resthave Home. Parce que Morrison est le siège du comté, les services professionnels tels que les avocats, les services de titres et d'enquête et les services financiers et comptables sont bien représentés. Le secteur agricole demeure la principale source de production économique.

## Soins
L'hôpital communautaire de Morrison offre une couverture médicale, un service d'ambulance, un héliport de transfert de patient et une unité de soins spécialisés. Trois cliniques dotées d’un personnel (CGH Morrison Health & Vision Centre, Morrison Family Health Clinic et Morrison Community Hospital Family Care Clinic), les dentistes, les chiropraticiens et les physiothérapeutes fournissent des services médicaux et de santé supplémentaires pour la communauté. Trois unités de soins de longue durée autorisés sont également disponibles, offrant des programmes de thérapie physique et d'activité.

## Géographie
Selon le recensement de 2010, Morrison a une superficie totale de 6,37 km2.

## Transport
Morrison est situé à l'intersection de la route 30 des États-Unis et de la route 78 de l'Illinois. Il se situe à 11 kilomètres au nord de l’autoroute Interstate 88 (ouest) et à 19 kilomètres à l'est de la rivière du Mississippi. 

## Demographie
Selon le recensement de 2010, il y a 4 188 habitants, 1 713 ménages et 1 086 familles qui réside dans la ville. 
Il y a 1 713 ménages dont 27,7 % ont des enfants de moins de 18 ans vivant avec eux ; 48,4 % sont mariés vivant ensemble, 10,2 % ont un chef de famille féminin sans présence de mari et 36,6 % n’ont  pas de liens familiaux. La taille moyenne du ménage est de 2,29 personnes et la taille moyenne de la famille est de 2,84 personnes.
L’âge médian de la ville est de 41,9 ans.
Le revenu médian pour un ménage dans la ville est de 45 164 $, et le revenu médian pour une famille est de 54 394 $. Le revenu par habitant pour la ville est de 24 385 $. Environ 5,0 % des familles et 8,5 % de la population sont en dessous du seuil de pauvreté, y compris 12 % des moins de 18 ans et 7,6 % des personnes de 65 ans et plus. Le temps de déplacement moyen pour travailler est de 22,7 minutes.

## Religion
La ville de Morrison a de nombreuses églises représentant le fort héritage hollandais de la ville. Les églises dans les limites de la ville comprennent: Bethesda Lutheran Church, Crossroads Community Church, Ebenezer Reformed Church, Emmanuel Reformed Church, Episcopal Church of St. Anne, First Baptist Church, First Presbyterian Church, Morrison Brethren in Christ Church, Morrison Christian Church, Morrison Christian Reformed Church, Morrison United Methodist Church, St. Mary’s Catholic Church, St. Peter’s Lutheran Church, and Open Bible Fellowship and Our Savior’s Lutheran Church, qui se trouvent à la périphérie de la ville.

## Éducation
Le Morough Community Unit School District fonctionne avec deux écoles élémentaires, un collège, un lycée. Les  « juniors » et les aînés du Morrison High School peuvent participer à la formation professionnelle. Morrison se trouve à proximité d'une variété d'établissements d'enseignement avancés. La communauté abrite l'Institut Morrison de Technologie, qui offre un cursus de deux ans en ingénierie et rédaction. Sauk Valley Community College, situé sur la route 2 de l'Illinois entre Dixon et Sterling, est un collège de deux ans. D'autres établissements d'enseignement supérieur situés à proximité comprennent l'Université Ashford et Clinton Community College à Clinton, en Iowa; Augustana College (Illinois), St. Ambrose University et Western Illinois University-Quad Cities, tous situés dans les Quad Cities.

## Sports
Morrison High School (Illinois) fait partie de Big Rivers Conference, une conférence sportive de football du secondaire qui comprend actuellement dix équipes (huit écoles comptant indépendamment et deux coopératives sportives) dans les régions nord-ouest et nord de l'Illinois. 

## Parcs
Il existe de nombreux parcs et espaces naturels à l'intérieur et à proximité de la ville.
-Morrison-Rockwood State Park : on y retrouve le lac Carlton, un réservoir alimenté en courant et offre une variété de possibilités récréatives. Situé au nord de Morrison, près de l'autoroute 78.
-Morrison Sports Complex : Le parc le plus récent de Morrison est ce complexe sportif de 35 ares, situé à l'est de la ville le long de la route 30 et l'intersection de Bishop Road. 
-French Creek Park
-Veteran's Park & Mémorial
-Kelly Park
-Kiwanis Park
-Waterworks Park

## Parc des expositions du comté
Morrison abrite le parc des expositions du comté de Whiteside, qui est le site de la foire du comté de Whiteside, exposition agricole. La Société agricole centrale du comté de Whiteside a été formée le 28 mai 1872 pour promouvoir toutes les activités industrielles du comté, en particulier les intérêts agricoles, horticoles, floristiques et mécaniques, ainsi que les beaux-arts et les produits domestiques. 